# Copa Mundial de Hockey Masculino de 1975
La III Copa Mundial de Hockey Masculino se celebró en Kuala Lumpur (Malasia) entre el 1 y el 14 de marzo de 1975 bajo la organización de la Federación Internacional de Hockey (FIH) y la Federación Malaya de Hockey.
Los partidos se efectuaron en el Estadio Merdeka de la capital malaya. Participaron en total 12 selecciones nacionales divididas en 2 grupos.

## Grupos
| Grupo A       | Grupo B    |
| ------------- | ---------- |
| Malasia       | RFA        |
| Nueva Zelanda | Inglaterra |
| Países Bajos  | Ghana      |
| Pakistán      | India      |
| España        | Australia  |
| Polonia       | Argentina  |

## Primera fase
Los primeros dos de cada grupo disputan las semifinales. 

### Grupo A
| Equipo        | J | G | E | P | GF | GC | DG | PTS |
| ------------- | - | - | - | - | -- | -- | -- | --- |
| Pakistán      | 5 | 4 | 0 | 1 | 14 | 6  | +8 | 8   |
| Malasia       | 5 | 2 | 2 | 1 | 6  | 4  | +2 | 6   |
| Nueva Zelanda | 5 | 2 | 1 | 2 | 5  | 6  | -1 | 5   |
| España        | 5 | 2 | 1 | 2 | 5  | 9  | -4 | 5   |
| Países Bajos  | 5 | 1 | 1 | 3 | 9  | 9  | 0  | 3   |
| Polonia       | 5 | 1 | 1 | 3 | 8  | 13 | -5 | 3   |

- Resultados

| Fecha | Partido       | Partido | Partido       | Resultado |
| ----- | ------------- | ------- | ------------- | --------- |
| 01.03 | Nueva Zelanda | -       | Malasia       | 0-0       |
| 02.03 | Polonia       | -       | Pakistán      | 2-2       |
| 03.03 | Malasia       | -       | España        | 0-0       |
| 04.03 | Países Bajos  | -       | Nueva Zelanda | 1-2       |
| 05.03 | España        | -       | Polonia       | 4-1       |
| 05.03 | Pakistán      | -       | Países Bajos  | 3-3       |
| 06.03 | Polonia       | -       | Malasia       | 1-3       |
| 06.03 | Nueva Zelanda | -       | Pakistán      | 0-2       |
| 07.03 | España        | -       | Nueva Zelanda | 1-0       |
| 09.03 | Países Bajos  | -       | España        | 3-0       |
| 09.03 | Nueva Zelanda | -       | Polonia       | 3-2       |
| 09.03 | Malasia       | -       | Pakistán      | 1-2       |
| 10.03 | Polonia       | -       | Países Bajos  | 2-1       |
| 10.03 | Pakistán      | -       | España        | 5-0       |
| 11.03 | Países Bajos  | -       | Malasia       | 1-2       |

### Grupo B
| Equipo     | J | G | E | P | GF | GC | DG  | PTS |
| ---------- | - | - | - | - | -- | -- | --- | --- |
| India      | 5 | 3 | 1 | 1 | 14 | 5  | +9  | 7   |
| RFA        | 5 | 3 | 1 | 1 | 13 | 9  | +4  | 7   |
| Australia  | 5 | 2 | 2 | 1 | 16 | 6  | +10 | 6   |
| Inglaterra | 5 | 2 | 1 | 2 | 13 | 10 | +3  | 5   |
| Argentina  | 5 | 2 | 1 | 2 | 9  | 12 | -3  | 5   |
| Ghana      | 5 | 0 | 0 | 5 | 4  | 27 | -23 | 0   |

- Resultados

| Fecha | Partido    | Partido | Partido    | Resultado |
| ----- | ---------- | ------- | ---------- | --------- |
| 02.03 | India      | -       | Inglaterra | 2-1       |
| 02.03 | Australia  | -       | Ghana      | 9-0       |
| 03.03 | RFA        | -       | Argentina  | 4-2       |
| 05.03 | Inglaterra | -       | Australia  | 3-1       |
| 05.03 | Ghana      | -       | RFA        | 2-3       |
| 07.03 | Argentina  | -       | Ghana      | 2-1       |
| 07.03 | India      | -       | Australia  | 1-1       |
| 08.03 | Ghana      | -       | India      | 0-7       |
| 08.03 | Inglaterra | -       | Argentina  | 3-3       |
| 08.03 | RFA        | -       | Australia  | 2-2       |
| 09.03 | Inglaterra | -       | RFA        | 0-3       |
| 09.03 | Argentina  | -       | India      | 2-1       |
| 10.03 | Ghana      | -       | Inglaterra | 1-6       |
| 10.03 | Australia  | -       | Argentina  | 3-0       |
| 10.03 | India      | -       | RFA        | 3-1       |

## Fase final

### Partidos de posición
- Puestos 9.º a 12.º

| Fecha | Partido   | Partido | Partido      | Resultado |
| ----- | --------- | ------- | ------------ | --------- |
| 12.03 | Ghana     | -       | Polonia      | 2-3       |
| 12.03 | Argentina | -       | Países Bajos | 0-5       |

- Puestos 5.º a 8.º

| Fecha | Partido   | Partido | Partido       | Resultado |
| ----- | --------- | ------- | ------------- | --------- |
| 12.03 | España    | -       | Inglaterra    | 4-5       |
| 12.03 | Australia | -       | Nueva Zelanda | 5-0       |

- Undécimo puesto

| Fecha | Partido | Partido | Partido   | Resultado |
| ----- | ------- | ------- | --------- | --------- |
| 14.03 | Ghana   | -       | Argentina | 0-6       |

- Noveno puesto

| Fecha | Partido | Partido | Partido      | Resultado |
| ----- | ------- | ------- | ------------ | --------- |
| 14.03 | Polonia | -       | Países Bajos | 1-3       |

- Séptimo puesto

| Fecha | Partido | Partido | Partido       | Resultado |
| ----- | ------- | ------- | ------------- | --------- |
| 14.03 | España  | -       | Nueva Zelanda | 1-2       |

- Quinto puesto

| Fecha | Partido    | Partido | Partido   | Resultado |
| ----- | ---------- | ------- | --------- | --------- |
| 15.03 | Inglaterra | -       | Australia | 1-3       |

### Semifinales
| Fecha | Partido  | Partido | Partido | Resultado |
| ----- | -------- | ------- | ------- | --------- |
| 13.03 | Pakistán | -       | RFA     | 5-1       |
| 13.03 | India    | -       | Malasia | 3-2       |

### Tercer puesto
| Fecha | Partido | Partido | Partido | Resultado |
| ----- | ------- | ------- | ------- | --------- |
| 15.03 | RFA     | -       | Malasia | 4-0       |

### Final
| Fecha | Partido  | Partido | Partido | Resultado |
| ----- | -------- | ------- | ------- | --------- |
| 15.03 | Pakistán | -       | India   | 1-2       |

## Medallero
|       |          |     |
| India | Pakistán | RFA |

## Estadísticas

### Clasificación general
| 1. India         |
| 2. Pakistán      |
| 3. RFA           |
| 4. Malasia       |
| 5. Australia     |
| 6. Inglaterra    |
| 7. Nueva Zelanda |
| 8. España        |
| 9. Países Bajos  |
| 10. Polonia      |
| 11. Argentina    |
| 12. Ghana        |

### Máximos goleadores
| Puesto | Nombre             | País         | Goles |
| ------ | ------------------ | ------------ | ----- |
| 1      | Ties Kruize        | Países Bajos | 7     |
|        | Manzoor-ul Hassan  | Pakistán     | 7     |
|        | Stefan Otulakowski | Polonia      | 7     |